# Tino Anjorin
Faustino Adebola Rasheed Anjorin (Poole, 23 november 2001) is een Engels voetballer van Nigeriaanse afkomst. Hij stroomde in 2019 door van de jeugd van Chelsea FC naar het eerste elftal.

## Clubcarrière
Anjorin is een jeugdproduct van Chelsea FC. Op 25 september 2019 maakte hij zijn officiële debuut in het eerste elftal in een League Cup-wedstrijd tegen Grimsby Town FC, waarin hij in de 67e minuut mocht invallen voor Pedro bij een 4-1-voorsprong. Op 8 maart 2020 maakte hij zijn debuut in de Premier League toen trainer Frank Lampard hem tegen Everton FC in de 71e minuut liet invallen voor Willian.

## Clubstatistieken
| Seizoen         | Club            | Land              | Competitie      | Competitie | Competitie | Beker | Beker | Supercup | Supercup | Europees | Europees | Totaal | Totaal |
| Seizoen         | Club            | Land              | Competitie      | Wed.       | Dlp.       | Wed.  | Dlp.  | Wed.     | Dlp.     | Wed.     | Dlp.     | Wed.   | Dlp.   |
| --------------- | --------------- | ----------------- | --------------- | ---------- | ---------- | ----- | ----- | -------- | -------- | -------- | -------- | ------ | ------ |
| 2019/20         | Chelsea FC      | Vlag van Engeland | Premier League  | 1          | 0          | 1     | 0     | —        | —        | 0        | 0        | 2      | 0      |
| Carrière totaal | Carrière totaal | Carrière totaal   | Carrière totaal | 1          | 0          | 1     | 0     | 0        | 0        | 0        | 0        | 2      | 0      |

Bijgewerkt op 10 maart 2020.
1 Sánchez ·
2 Disasi ·
3 Cucurella ·
4 Adarabioyo ·
5 Badiashile ·
6 Colwill ·
7 Neto ·
8 Fernández ·
10 Moedryk ·
11 Madueke ·
12 Jörgensen ·
13 Bettinelli ·
14 Félix ·
15 Jackson ·
17 Chukwuemeka ·
18 Nkunku ·
19 Sancho ·
20 Palmer ·
21 Chilwell ·
22 Dewsbury-Hall ·
24 James  ·
25 Caicedo ·
27 Gusto ·
29 W. Fofana ·
31 Casadei ·
38 Guiu ·
40 Veiga ·
45 Lavia ·
47 Bergström ·
Coach: Maresca